# Acta Paediatrica
Die Zeitschrift Acta Paediatrica ist eine medizinische Fachzeitschrift in der Pädiatrie. Die Zeitschrift erscheint monatlich in englischer Sprache und behandelt alle Teilgebiete der Pädiatrie. Die Zeitschrift wurde 1921 gegründet und wird am Karolinska-Institut in Schweden herausgegeben. Die Zeitschrift ist eng mit der Nobelversammlung verbunden; sie sind am selben Institut angesiedelt und alle Redakteure seit 1921 waren Mitglieder der Versammlung.

## Chefredakteure
- Isak Jundell, 1921–1945
- Adolf Lichtenstein, 1945–1950
- Arvid Wallgren, 1950–1964
- Rolf Zetterström, 1965–2005
- Hugo Lagercrantz, 2005–